# Hrvatski nogometni kup 2016-2017
La Hrvatski nogometni kup 2016./17. (coppa croata di calcio 2016-17) fu la ventiseiesima edizione della coppa nazionale croata, fu organizzata dalla Federazione calcistica della Croazia e fu disputata dall'agosto 2016 al maggio 2017.
Il detentore era la Dinamo Zagabria, che in questa edizione fu sconfitta in finale.
Il trofeo fu vinto dal Rijeka, al suo quarto titolo nella competizione, la sua sesta coppa nazionale contando anche le due della Coppa di Jugoslavia.
Dato che il Rijeka vinse anche il campionato, il posto in UEFA Europa League 2017-2018 andò alla quarta classificata, l'Osijek.

## Formula e partecipanti
Alla competizione partecipano le migliori squadre delle divisioni superiori, con la formula dell'eliminazione diretta. Tutti i turni, eccetto le semifinali (ad andata e ritorno), sono disputate in gara unica.
Al turno preliminare accedono le squadre provenienti dalle  Županijski kupovi (le coppe regionali): le 21 vincitrici più le finaliste delle 11 coppe col maggior numero di partecipanti.
Le prime 16 squadre del ranking quinquennale di coppa (63 punti alla vincitrice della coppa, 31 alla finalista, 15 alle semifinaliste, 7 a quelle che hanno raggiunto i quarti, 3 a quelle eliminate agli ottavi, 1 se eliminate ai sedicesimi) sono ammesse di diritto ai sedicesimi di finale.

### Ammesse di diritto ai sedicesimi di finale
Le prime 16 squadre (coi punti) del ranking 2010-2015 entrano di diritto nei sedicesimi della Coppa 2016-17 (il vecchio Varaždin nato nel 1931 non è più in attività, mentre il nuovo Varaždin nato nel 2015 partecipa regolarmente alla coppa regionale):
- 1 Dinamo Zagabria (223 punti)
- 2 Hajduk Spalato (95)
- 3 Rijeka (93)
- 4 Osijek (55)
- 5 Slaven Belupo (51)
- 6 Cibalia (51)
- 7 Lokomotiva Zagabria (39)
- 8 Istria 1961 (39)
- 9 Varaždin (38)
- 10 RNK Spalato (37)
- 11 NK Zagabria (29)
- 12 Zara (22)
- 13 Vinogradar (17)
- 14 Inter Zaprešić(15)
- 15 GOŠK Dubrovnik 1919 (10)
- 16 Sebenico (9)
- 17 Zelina (8)

### Le finali regionali
Le Županijski kupovi (le coppe regionali) 2015-2016 hanno qualificato le 32 squadre (segnate in giallo) che partecipano al turno preliminare della Coppa di Croazia 2016-17. Si qualificano le 21 vincitrici più le finaliste delle 11 coppe col più alto numero di partecipanti.
| Zona                                    | Regione                       | Vincitore         | Finalista      | Risultato     |
| OVEST                                   |                               |                   |                |               |
| --------------------------------------- | ----------------------------- | ----------------- | -------------- | ------------- |
| OVEST                                   | Regione istriana              | Novigrad          | Veli Vrh       | 3–0           |
| OVEST                                   | Regione litoraneo-montana     | Krk               | Opatija        | 1–1 (5-4 dtr) |
| OVEST                                   | Regione della Lika e di Segna | Otočac            | Velebit Gospić | 4–1           |
| CENTRO                                  |                               |                   |                |               |
| Città di Zagabria                       | Rudeš                         | Kustošija         | 1–0            |               |
| Regione di Zagabria                     | HNK Gorica                    | Samobor           | 3–0            |               |
| Regione di Krapina e dello Zagorje      | Zagorec                       | Rudar Mihovljani  | 7–0            |               |
| Regione di Karlovac                     | Karlovac                      | Zrinski Ozalj     | 2–0            |               |
| Regione di Sisak e della Moslavina      | Libertas Novska               | Lekenik           | 6–0            |               |
| NORD                                    |                               |                   |                |               |
| Regione di Virovitica e della Podravina | Suhopolje                     | Pitomača          | 0–0 e 2–0      |               |
| Regione di Koprivnica e Križevci        | Podravac Virje                | Koprivnica        | 0–0 (4-2 dtr)  |               |
| Regione del Međimurje                   | Međimurje                     | Međimurec D/P     | 0–1 e 3–1      |               |
| Regione di Varaždin                     | Jalžabet                      | Varaždin          | 3–3 (8-7 dtr)  |               |
| Regione di Bjelovar e della Bilogora    | Bjelovar                      | Mladost Ždralovi  | 3–0            |               |
| EST                                     |                               |                   |                |               |
| Regione di Osijek e della Baranja       | Đakovo/Croatia                | BSK Bijelo Brdo   | 0–0 (4-3 dtr)  |               |
| Regione di Vukovar e della Sirmia       | Vukovar                       | Slavonija Soljani | 4–1            |               |
| Regione di Požega e della Slavonia      | Slavija Pleternica            | Slavonija Požega  | 1–1 (5-3 dtr)  |               |
| Regione di Brod e della Posavina        | Marsonia 1909                 | Oriolik Oriovac   | 2–0            |               |
| SUD                                     |                               |                   |                |               |
| Regione zaratina                        | Primorac Biograd              | NOŠK Novigrad     | 5–0            |               |
| Regione di Sebenico e Tenin             | Zagora Unešić                 | Mladost Tribunj   | 2–0            |               |
| Regione spalatino-dalmata               | Solin                         | Mosor Žrnovnica   | 3–1            |               |
| Regione raguseo-narentana               | Neretvanac Opuzen             | BŠK Zmaj Blato    | 2–1            |               |

### Riepilogo
| 1ª Divisione 1.HNL | 2ª Divisione 2.HNL                                                                         | 3ª Divisione 3.HNL | 4ª Divisione 4.HNL o MŽNL | 5ª Divisione 1.ŽNL (1º livello regionale)                                                                     |
| --- | ------------------------------------------------------------------------------------------ | --- | --- | --- |
| Ai sedicesimi: Cibalia Dinamo Zagabria Hajduk Spalato Inter Zaprešić Istria 1961 Lokomotiva Zagabria Osijek Rijeka RNK Spalato Slaven Belupo Dal turno preliminare: nessuna | Ai sedicesimi: Sebenico NK Zagabria Dal turno preliminare: HNK Gorica Novigrad Rudeš Solin | Ai sedicesimi: GOŠK Dubrovnik 1919 Vinogradar Zara Zelina Dal turno preliminare: Bjelovar BSK Bijelo Brdo Đakovo/Croatia Koprivnica Krk Kustošija Marsonia 1909 Međimurje Neretvanac Opuzen Oriolik Oriovac Primorac Biograd Samobor Slavija Pleternica Varaždin Vukovar Zagorec | Ai sedicesimi: nessuna Dal turno preliminare: Jalžabet Karlovac Libertas Novska Međimurec D/P Otočac Pitomača Podravac Virje | Ai sedicesimi: nessuna Dal turno preliminare: Lekenik Slavonija Soljani Suhopolje Veli Vrh Pola Zagora Unešić |
| non ammesse: |                                                                                            | | | |
| nessuna | Dinamo Zagabria II Dugopolje Hrvatski Dragovoljac Imotski Lučko Sesvete                    | le altre 30 squadre | tutte le altre squadre | tutte le altre squadre                                                                                        |

### Calendario
| Turno                | Data                        | Numero gare | Squadre | Entrano in questo turno                                                |
| -------------------- | --------------------------- | ----------- | ------- | ---------------------------------------------------------------------- |
| Turno preliminare    | 24 agosto 2016              | 16          | 48 → 32 | Vincitrici delle 21 coppe regionali 11 finaliste delle coppe regionali |
| Sedicesimi di finale | 21 settembre 2016           | 16          | 32 → 16 | Le migliori 16 del ranking                                             |
| Ottavi di finale     | 26 ottobre 2016             | 8           | 16 → 8  | Nessuna                                                                |
| Quarti di finale     | 30 novembre 2016            | 4           | 8 → 4   | Nessuna                                                                |
| Semifinali           | 1º marzo 2017 15 marzo 2017 | 4           | 4 → 2   | Nessuna                                                                |
| Finale               | 31 maggio 2017              | 1           | 2 → 1   | Nessuna                                                                |

## Turno preliminare
Il sorteggio del turno preliminare si è tenuto il 3 agosto 2016.
| Squadra 1         | Risultato             | Squadra 2          |
| ----------------- | --------------------- | ------------------ |
| 20 agosto 2016    |                       |                    |
| Primorac Biograd  | 2 – 2 (dts) (3-5 dtr) | Jalžabet           |
| Bjelovar          | 1 – 0                 | Marsonia 1909      |
| 23 agosto 2016    |                       |                    |
| Novigrad          | 3 – 1                 | Kustošija          |
| Podravac Virje    | 0 – 5                 | Krk                |
| Slavonija Soljani | 2 – 3                 | Varaždin           |
| HNK Gorica        | 1 – 1 (dts) (3-4 dtr) | BSK Bijelo Brdo    |
| 24 agosto 2016    |                       |                    |
| Neretvanac Opuzen | 4 – 0                 | Suhopolje          |
| Solin             | 4 – 1                 | Zagora Unešić      |
| Međimurje         | 7 – 0                 | Karlovac           |
| Rudeš             | 3 – 1                 | Oriolik Oriovac    |
| Zagorec           | 0 – 2                 | Veli Vrh Pola      |
| Pitomača          | 2 – 4                 | Slavija Pleternica |
| Samobor           | 3 – 0                 | Međimurec D/P      |
| Đakovo/Croatia    | 0 – 0 (dts) (3-2 dtr) | Koprivnica         |
| Lekenik           | 0 – 4                 | Vukovar            |
| Libertas Novska   | 4 – 1                 | Otočac             |

## Sedicesimi di finale
Gli accoppiamenti vengono eseguiti automaticamente attraverso il ranking del momento (32ª–1ª, 31ª–2ª, 30ª–3ª, etc) e sono stati resi noti il 27 agosto 2016. La graduatoria è la seguente: 1-Dinamo, 2-Hajduk, 3-Rijeka, 4-Slaven Belupo, 5-Osijek, 6-Lokomotiva, 7-Cibalia, 8-Split, 9-Istra 1961, 10-Zagreb, 11-Zadar, 12-Inter Zaprešić, 13-Vinogradar, 14-GOŠK Dubrovnik, 15-Šibenik, 16-Zelina, 17-Novigrad, 18-Međimurje, 19-Rudeš, 20-Libertas, 21-BSK B.Brdo, 22-Solin, 23-Bjelovar, 24-Neretvanac, 25-Slavija, 26-Samobor, 27-Krk, 28-Vukovar, 29-Varaždin, 30-Đakovo Croatia, 31-Jalžabet e 32-Veli Vrh.

| Squadra 1          | Risultato             | Squadra 2           |
| ------------------ | --------------------- | ------------------- |
| 20 settembre 2016  |                       |                     |
| Veli Vrh Pola      | 0 – 5                 | Dinamo Zagabria     |
| Krk                | 1 – 2                 | Lokomotiva Zagabria |
| Samobor            | 1 – 6 (dts)           | Cibalia             |
| BSK Bijelo Brdo    | 2 – 3                 | Inter Zaprešić      |
| Međimurje          | 1 – 2 (dts)           | Sebenico            |
| 21 settembre 2016  |                       |                     |
| Jalžabet           | 0 – 6                 | Hajduk Spalato      |
| Đakovo/Croatia     | 0 – 3                 | Rijeka              |
| Varaždin           | 2 – 2 (dts) (2-4 dtr) | Slaven Belupo       |
| Vukovar            | 1 – 4                 | Osijek              |
| Slavija Pleternica | 1 – 2                 | RNK Spalato         |
| Neretvanac Opuzen  | 1 – 3                 | Istria 1961         |
| Bjelovar           | 4 – 0                 | NK Zagabria         |
| Solin              | 1 – 0                 | Zara                |
| Libertas Novska    | 2 – 5                 | Vinogradar          |
| Rudeš              | 3 – 0                 | GOŠK Dubrovnik 1919 |
| Novigrad           | 4 – 0                 | Zelina              |

## Ottavi di finale
Gli accoppiamenti vengono eseguiti automaticamente attraverso il ranking del momento (16ª–1ª, 15ª–2ª, 14ª–3ª, etc).
| Squadra 1       | Risultato   | Squadra 2           |
| --------------- | ----------- | ------------------- |
| 25 ottobre 2016 |             |                     |
| Bjelovar        | 1 – 2       | Dinamo Zagabria     |
| Novigrad        | 0 – 1       | Slaven Belupo       |
| Istria 1961     | 1 – 3 (dts) | RNK Spalato         |
| 26 ottobre 2016 |             |                     |
| Solin           | 1 – 2       | Hajduk Spalato      |
| Rudeš           | 3 – 5 (dts) | Rijeka              |
| Sebenico        | 1 – 2       | Osijek              |
| Vinogradar      | 1 – 2       | Lokomotiva Zagabria |
| Inter Zaprešić  | 1 – 0       | Cibalia             |

## Quarti di finale
Gli accoppiamenti sono decisi dal ranking: 8ª-1ª, 7ª-2ª, 6ª-3ª e 5ª-4ª. Tre accoppiamenti sono gli stessi della stagione precedente: Inter-Dinamo, Lokomotiva-Rijeka e Osijek-Belupo..

| Squadra 1           | Risultato   | Squadra 2       |
| ------------------- | ----------- | --------------- |
| 29 novembre 2016    |             |                 |
| Lokomotiva Zagabria | 1 – 3       | Rijeka          |
| 30 novembre 2016    |             |                 |
| Inter Zaprešić      | 0 – 1       | Dinamo Zagabria |
| RNK Spalato         | 2 – 1 (dts) | Hajduk Spalato  |
| Osijek              | 1 – 0       | Slaven Belupo   |

## Semifinali
Gli abbinamenti sono stati eseguiti tramite sorteggio il 13 dicembre 2016.

| Squadra 1       | Totale | Squadra 2   | Andata     | Ritorno    |
| --------------- | ------ | ----------- | ---------- | ---------- |
|                 |        |             | 01.03.2017 | 15.03.2017 |
| Rijeka          | 5 – 1  | Osijek      | 3 – 1      | 2 – 0      |
| Dinamo Zagabria | 6 – 0  | RNK Spalato | 6 – 0      | 0 – 0      |

## Finale
Il 18 ottobre 2016, la HNS comunica che la sede della finale sarà Varaždin.
| Arbitro: | Vučemilović-Šimunović (Osijek) |

|                                 |           |          |
| Gavranović 24’, 46’ Župarić 73’ | Marcatori | 37’ Olmo |

| Rijeka | Dinamo |

|                 |    |                     |  |     |
|                 |    |                     |  |     |
| P               | 32 | Andrej Prskalo      |  |     |
| D               | 6  | Stefan Ristovski    |  | 85’ |
| D               | 13 | Dario Župarić       |  |     |
| C               | 14 | Roman Bezjak        |  |     |
| A               | 17 | Mario Gavranović    |  |     |
| D               | 18 | Josip Elez          |  |     |
| C               | 20 | Alexander Gorgon    |  | 73’ |
| C               | 23 | Franko Andrijašević |  | 60’ |
| C               | 27 | Josip Mišić         |  |     |
| C               | 28 | Filip Bradarić      |  |     |
| D               | 29 | Marko Vešović       |  |     |
| A disposizione: |    |                     |  |     |
| P               | 12 | Simon Sluga         |  |     |
| D               | 4  | Ante Kulušić        |  |     |
| C               | 5  | Dario Čanađija      |  | 73’ |
| C               | 8  | Leonard Zuta        |  | 85’ |
| C               | 11 | Matic Črnic         |  |     |
| C               | 26 | Mate Maleš          |  | 60’ |
| C               | 77 | Ivan Martić         |  |     |
| Allenatore:     |    |                     |  |     |
| Matjaž Kek      |    |                     |  |     |

|                 |    |                     |  |     |
|                 |    |                     |  |     |
| P               | 1  | Danijel Zagorac     |  |     |
| C               | 2  | Hillal Soudani      |  |     |
| C               | 10 | Paulo Machado       |  |     |
| C               | 14 | Amer Gojak          |  | 59’ |
| A               | 15 | Armin Hodžić        |  | 75’ |
| C               | 18 | Domagoj Pavičić     |  |     |
| D               | 19 | Josip Pivarić       |  |     |
| C               | 21 | Dani Olmo           |  |     |
| D               | 23 | Gordon Schildenfeld |  |     |
| D               | 31 | Marko Lešković      |  | 53’ |
| D               | 77 | Alexandru Mățel     |  |     |
| A disposizione: |    |                     |  |     |
| P               | 40 | Dominik Livaković   |  |     |
| D               | 6  | Vinko Soldo         |  | 53’ |
| A               | 9  | Ángelo Henríquez    |  | 75’ |
| C               | 11 | Marcos Guilherme    |  |     |
| C               | 20 | Sammir              |  | 59’ |
| C               | 25 | Bojan Knežević      |  |     |
| D               | 30 | Petar Stojanović    |  |     |
| Allenatore:     |    |                     |  |     |
| Ivajlo Petev    |    |                     |  |     |

## Marcatori
| Pos. | Giocatore        | Squadra     | Reti |
| ---- | ---------------- | ----------- | ---- |
| 1    | Mario Gavranović | Rijeka      | 7    |
| 2    | Armin Hodžić     | Dinamo      | 5    |
| 2    | Mateo Topić      | Rudeš       | 5    |
| 4    | Ivan Pešić       | RNK Spalato | 4    |
| 4    | Željko Štulec    | Vinogradar  | 4    |